# Rembrandtstraße 4

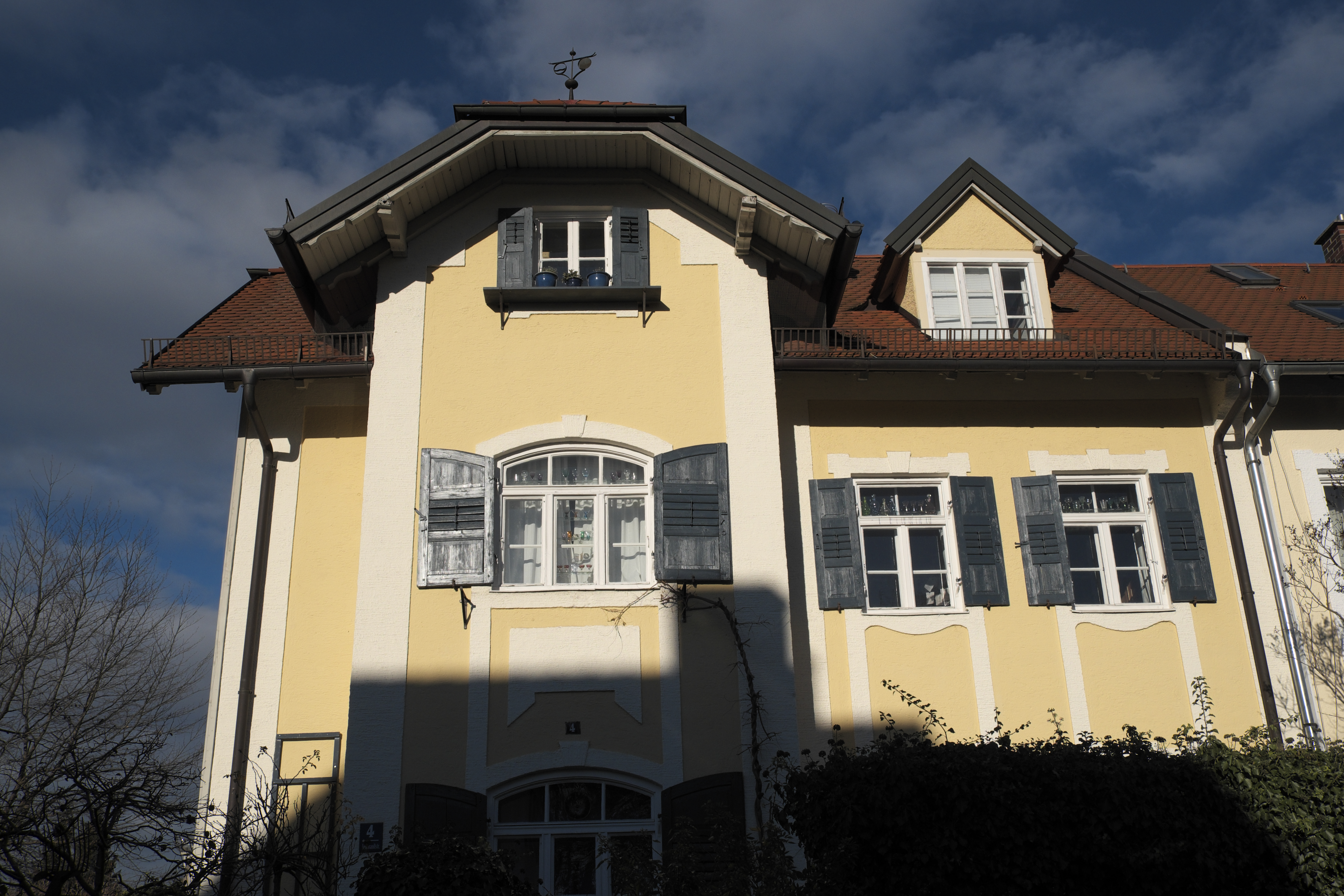
Haus Rembrandtstraße 4 in Pasing

Das Wohnhaus Rembrandtstraße 4 im Stadtteil Pasing der bayerischen Landeshauptstadt München wurde 1904 errichtet. Die Doppelhaushälfte mit der Nr. 2 an der Rembrandtstraße, die zur Villenkolonie Pasing II gehört, ist ein geschütztes Baudenkmal.

## Beschreibung
Das Wohnhaus im schlichten Landhausstil wurde vom Zimmermann Patriezius Sewald erbaut. Das zweigeschossige Gebäude mit Zwerchhaus-Risalit besaß eine Wohnung pro Stockwerk.

## Rudolf Seitz
Der Kunstpädagoge und langjährige Präsident der Akademie der Bildenden Künste Rudolf Seitz lebte bis zu seinem Tod im April 2001 in diesem Haus. Im ehemaligen Wohnhaus befindet sich heute das Rudi-Seitz-Archiv.